# Umesh Vazirani
Umesh Virkumar Vazirani ist ein indisch-US-amerikanischer Informatiker.
Vazirani wurde 1986 bei Manuel Blum an der University of California, Berkeley promoviert (Randomness, Adversaries and Computation). Er ist Professor für Informatik an der Universität Berkeley und Direktor des Berkeley Quantum Computing Center.
Vazirani beschäftigt sich hauptsächlich mit Quanten-Informatik (Quantum Computing). 1993 führte er mit Ethan Bernstein die Komplexitätsklasse für Quantencomputer BQP ein. Sie zeigten auch, dass Quantencomputer alle Probleme lösen können, die klassische Computer effizient lösen können (P ist in BQP) und dass BQP in einem Modell mit Orakeln größer als BPP ist. Vazirani schrieb auch ein Lehrbuch über Algorithmen.
Vazirani ist Fellow der Association for Computing Machinery. 1985 erhielt er den Friedman Mathematics Prize und 1987 den Presidential Young Investigator Award der National Science Foundation. 2012 wurde er mit dem Fulkerson-Preis ausgezeichnet, 2018 wurde Vazirani in die National Academy of Sciences gewählt. 2022 hielt er einen Plenarvortrag auf dem Internationalen Mathematikerkongress (On the complexity of quantum many body systems).
Zu seinen Doktoranden zählen Madhu Sudan und Sanjeev Arora. Er ist der Bruder des Informatikers Vijay Vazirani.

## Schriften
- mit Michael Kearns: Introduction to computational learning theory, MIT Press 1994
- mit Sanjoy Dasgupta, Christos Papadimitriou: Algorithms, McGraw Hill 2006